# Focke-Wulf A 32
Die Focke-Wulf A 32 Bussard ist ein von der Focke-Wulf-Flugzeugbau AG in Bremen gebautes deutsches Verkehrsflugzeug vom Anfang der 1930er Jahre.

## Entwicklung
Die A 32 wurde aufgrund einer im Januar 1930 erfolgten Anfrage des Leiters der Nordbayerischen Luftverkehrsflug GmbH, Theodor Croneiß, entwickelt, die aufgrund von Produktionsengpässen ihres bisherigen Lieferanten, den Bayerischen Flugzeugwerken, dringend ein Verkehrsflugzeug für sechs bis acht Fluggäste, benötigte. Focke-Wulfs Konstrukteur Wilhelm Bansemir orientierte sich bei der Projektierung an der A 28 Habicht, von der ein Exemplar gebaut und im Juni 1929 an die Norddeutsche Luftverkehr AG geliefert worden war. Die Arbeiten wurden unter großem Zeitdruck durchgeführt, denn die Übergabe war bereits für März 1930 vereinbart worden. Trotz anfänglichen Problemen mit dem Kühler konnte der Termin gehalten und das Flugzeug, Croneiß’ Wunsch entsprechend mit einem L-5-Motor ausgerüstet,  vom Werkspiloten Cornelius Edzard eingeflogen werden, wobei es laut Aussage von Henrich Focke eine Gipfelhöhe von 3800 m erreicht haben soll. Das Flugzeug bestand anschließend die Abnahmeflüge bei der Deutschen Versuchsanstalt für Luftfahrt (DVL) in Berlin-Adlershof und wurde ab Juli des Jahres mit dem Kennzeichen D–1910 beim Nordbayerischen Luftverkehrsflug geflogen. Der zeigte sich zufrieden und gab noch eine weitere A 32 in Auftrag, die ab August als D–1942 zum Einsatz kam.
Die drei restlichen gebauten Flugzeuge wurden an die DVL geliefert, die Werknummer 113 (D–2129) im August 1931 und die Werknummer 104 (D–1997) im Juli 1932. Beide gingen zeitgleich im Juni 1934 bei der Erprobung zu Bruch. Eine weitere A 32 mit der Werknummer 105 erhielt im Mai 1931 das Kennzeichen D–2079 und wurde intensiver getestet, wobei der DVL-Einflieger Joachim von Köppen dem Muster wie auch schon dessen beiden Vorgängern A 20 und A 28 Trudelsicherheit bescheinigte.

## Technische Daten
| Kenngröße                                | Daten                                                                                  |
| ---------------------------------------- | -------------------------------------------------------------------------------------- |
| Besatzung                                | 1–2                                                                                    |
| Passagiere                               | 6                                                                                      |
| Spannweite                               | 16,00 m                                                                                |
| Länge                                    | 12,20 m                                                                                |
| Höhe                                     | 3,25 m                                                                                 |
| Flügelfläche                             | 34,50 m²                                                                               |
| Flügelstreckung                          | 7,4                                                                                    |
| Rüstmasse                                | 1465 kg                                                                                |
| Zuladung                                 | 835 kg                                                                                 |
| Nutzlast                                 | 440 kg                                                                                 |
| Startmasse                               | 2300 kg                                                                                |
| Antrieb                                  | ein wassergekühlter Sechszylinder-Viertakt-Reihenmotor                                 |
| Typ                                      | Junkers L 5                                                                            |
| Startleistung Nennleistung Dauerleistung | 320 PS (235 kW) bei 1450/min 310 PS (228 kW) bei 1400/min 280 PS (206 kW) bei 1340/min |
| Höchstgeschwindigkeit                    | 190 km/h                                                                               |
| Reisegeschwindigkeit                     | 162 km/h                                                                               |
| Landegeschwindigkeit                     | 80 km/h                                                                                |
| Steigzeit                                | 5,7 min auf 1000 m Höhe                                                                |
| Dienstgipfelhöhe                         | 3700 m                                                                                 |
| Reichweite                               | 790–900 km                                                                             |